# Okręgowe rozgrywki w piłce nożnej woj. białostockiego (1975/1976)
42. Edycja okręgowych rozgrywek w piłce nożnej województwa białostockiego

Okręgowe rozgrywki w piłce nożnej województwa białostockiego prowadzone są przez Białostocki Okręgowy Związek Piłki Nożnej, rozgrywane są w trzech ligach, najwyższym poziomem jest klasa wojewódzka, następnie klasa międzypowiatowa (2 grupy) i klasa powiatowa (7 grup).
W okręgu białostockim odeszło się od oficjalnego nazewnictwa i przywrócono poprzednie, tj.

Klasa Wojewódzka > Klasa okręgowa

Klasa Międzypowiatowa > Klasa A

Klasa Powiatowa > Klasa B
Mistrzostwo Okręgu zdobyły Wigry Suwałki.

Okręgowy Puchar Polski zdobyła Jagiellonia Białystok.
Reorganizacja ligi

W związku z nowym podziałem administracyjnym (49 województw) od nowego sezonu wprowadzone będą rozgrywki w 49 nowych okręgach (OZPN-ach). Dotychczasowe województwo białostockie zostało podzielone na 3 województwa (białostockie, łomżyńskie i suwalskie), a co za tym idzie 3 oddzielne rozgrywki okręgowe.

Ponadto od następnego sezonu zostanie utworzona (przywrócona) III liga (zwana także klasą „M” Międzywojewódzką).
Decyzją władz PZPN i BOZPN przydzielono drużyny do odpowiednich lig w danym okręgu.
Drużyny z województwa białostockiego występujące w centralnych i makroregionalnych poziomach rozgrywkowych:
- I Liga – brak
- II Liga – Jagiellonia Białystok

| Rozgrywki | Poziomy rozgrywkowe w sezonie 1975/76 | Poziomy rozgrywkowe w sezonie 1975/76 | Poziomy rozgrywkowe w sezonie 1975/76 | Poziomy rozgrywkowe w sezonie 1975/76 | Poziomy rozgrywkowe w sezonie 1975/76 | Poziomy rozgrywkowe w sezonie 1975/76 | Poziomy rozgrywkowe w sezonie 1975/76 | Poziomy rozgrywkowe w sezonie 1975/76 | Poziomy rozgrywkowe w sezonie 1975/76 | Poziomy rozgrywkowe w sezonie 1975/76 | Poziomy rozgrywkowe w sezonie 1975/76 | Poziomy rozgrywkowe w sezonie 1975/76 | Poziomy rozgrywkowe w sezonie 1975/76 | Poziomy rozgrywkowe w sezonie 1975/76 | Poziomy rozgrywkowe w sezonie 1975/76 | Poziomy rozgrywkowe w sezonie 1975/76 | Poziomy rozgrywkowe w sezonie 1975/76 | Poziomy rozgrywkowe w sezonie 1975/76 | Poziomy rozgrywkowe w sezonie 1975/76 | Poziomy rozgrywkowe w sezonie 1975/76 | Poziomy rozgrywkowe w sezonie 1975/76 | Poziomy rozgrywkowe w sezonie 1975/76 | Poziomy rozgrywkowe w sezonie 1975/76 | Poziomy rozgrywkowe w sezonie 1975/76 | Poziomy rozgrywkowe w sezonie 1975/76 | Poziomy rozgrywkowe w sezonie 1975/76 | Poziomy rozgrywkowe w sezonie 1975/76 | Poziomy rozgrywkowe w sezonie 1975/76 | Poziomy rozgrywkowe w sezonie 1975/76 | Poziomy rozgrywkowe w sezonie 1975/76 | Poziomy rozgrywkowe w sezonie 1975/76 | Poziomy rozgrywkowe w sezonie 1975/76 | Poziomy rozgrywkowe w sezonie 1975/76 | Poziomy rozgrywkowe w sezonie 1975/76 | Poziomy rozgrywkowe w sezonie 1975/76 | Poziomy rozgrywkowe w sezonie 1975/76 | Poziomy rozgrywkowe w sezonie 1975/76 | Poziomy rozgrywkowe w sezonie 1975/76 | Poziomy rozgrywkowe w sezonie 1975/76 | Poziomy rozgrywkowe w sezonie 1975/76 | Poziomy rozgrywkowe w sezonie 1975/76 | Poziomy rozgrywkowe w sezonie 1975/76 | Poziomy rozgrywkowe w sezonie 1975/76 | Poziomy rozgrywkowe w sezonie 1975/76 | Poziomy rozgrywkowe w sezonie 1975/76 | Poziomy rozgrywkowe w sezonie 1975/76 | Poziomy rozgrywkowe w sezonie 1975/76 | Poziomy rozgrywkowe w sezonie 1975/76 | Poziomy rozgrywkowe w sezonie 1975/76 | Poziomy rozgrywkowe w sezonie 1975/76 | Poziomy rozgrywkowe w sezonie 1975/76 | Poziomy rozgrywkowe w sezonie 1975/76 | Poziomy rozgrywkowe w sezonie 1975/76 | Poziomy rozgrywkowe w sezonie 1975/76 | Poziomy rozgrywkowe w sezonie 1975/76 | Poziomy rozgrywkowe w sezonie 1975/76 | Poziomy rozgrywkowe w sezonie 1975/76 | Poziomy rozgrywkowe w sezonie 1975/76 | Poziomy rozgrywkowe w sezonie 1975/76 | Poziomy rozgrywkowe w sezonie 1975/76 | Poziomy rozgrywkowe w sezonie 1975/76 |
| --------- | ------------------------------------- | ------------------------------------- | ------------------------------------- | ------------------------------------- | ------------------------------------- | ------------------------------------- | ------------------------------------- | ------------------------------------- | ------------------------------------- | ------------------------------------- | ------------------------------------- | ------------------------------------- | ------------------------------------- | ------------------------------------- | ------------------------------------- | ------------------------------------- | ------------------------------------- | ------------------------------------- | ------------------------------------- | ------------------------------------- | ------------------------------------- | ------------------------------------- | ------------------------------------- | ------------------------------------- | ------------------------------------- | ------------------------------------- | ------------------------------------- | ------------------------------------- | ------------------------------------- | ------------------------------------- | ------------------------------------- | ------------------------------------- | ------------------------------------- | ------------------------------------- | ------------------------------------- | ------------------------------------- | ------------------------------------- | ------------------------------------- | ------------------------------------- | ------------------------------------- | ------------------------------------- | ------------------------------------- | ------------------------------------- | ------------------------------------- | ------------------------------------- | ------------------------------------- | ------------------------------------- | ------------------------------------- | ------------------------------------- | ------------------------------------- | ------------------------------------- | ------------------------------------- | ------------------------------------- | ------------------------------------- | ------------------------------------- | ------------------------------------- | ------------------------------------- | ------------------------------------- | ------------------------------------- | ------------------------------------- | ------------------------------------- |
| Centralne | I poziom ligowy                       | I Liga                                | I Liga                                | I Liga                                | I Liga                                | I Liga                                | I Liga                                | I Liga                                | I Liga                                | I Liga                                | I Liga                                | I Liga                                | I Liga                                | I Liga                                | I Liga                                | I Liga                                | I Liga                                | I Liga                                | I Liga                                | I Liga                                | I Liga                                | I Liga                                | I Liga                                | I Liga                                | I Liga                                | I Liga                                | I Liga                                | I Liga                                | I Liga                                | I Liga                                | I Liga                                | I Liga                                | I Liga                                | I Liga                                | I Liga                                | I Liga                                | I Liga                                | I Liga                                | I Liga                                | I Liga                                | I Liga                                | I Liga                                | I Liga                                | I Liga                                | I Liga                                | I Liga                                | I Liga                                | I Liga                                | I Liga                                | I Liga                                | I Liga                                | I Liga                                | I Liga                                | I Liga                                | I Liga                                | I Liga                                | I Liga                                | I Liga                                | I Liga                                | I Liga                                | I Liga                                |
| Centralne | II poziom ligowy                      | II Liga – gr.I                        | II Liga – gr.I                        | II Liga – gr.I                        | II Liga – gr.I                        | II Liga – gr.I                        | II Liga – gr.I                        | II Liga – gr.I                        | II Liga – gr.I                        | II Liga – gr.I                        | II Liga – gr.I                        | II Liga – gr.I                        | II Liga – gr.I                        | II Liga – gr.I                        | II Liga – gr.I                        | II Liga – gr.I                        | II Liga – gr.I                        | II Liga – gr.I                        | II Liga – gr.I                        | II Liga – gr.I                        | II Liga – gr.I                        | II Liga – gr.I                        | II Liga – gr.I                        | II Liga – gr.I                        | II Liga – gr.I                        | II Liga – gr.I                        | II Liga – gr.I                        | II Liga – gr.I                        | II Liga – gr.I                        | II Liga – gr.I                        | II Liga – gr.I                        | II Liga – gr.II                       | II Liga – gr.II                       | II Liga – gr.II                       | II Liga – gr.II                       | II Liga – gr.II                       | II Liga – gr.II                       | II Liga – gr.II                       | II Liga – gr.II                       | II Liga – gr.II                       | II Liga – gr.II                       | II Liga – gr.II                       | II Liga – gr.II                       | II Liga – gr.II                       | II Liga – gr.II                       | II Liga – gr.II                       | II Liga – gr.II                       | II Liga – gr.II                       | II Liga – gr.II                       | II Liga – gr.II                       | II Liga – gr.II                       | II Liga – gr.II                       | II Liga – gr.II                       | II Liga – gr.II                       | II Liga – gr.II                       | II Liga – gr.II                       | II Liga – gr.II                       | II Liga – gr.II                       | II Liga – gr.II                       | II Liga – gr.II                       | II Liga – gr.II                       |
| Okręgowe  | III poziom ligowy                     | Klasa Okręgowa (Wojewódzka)           | Klasa Okręgowa (Wojewódzka)           | Klasa Okręgowa (Wojewódzka)           | Klasa Okręgowa (Wojewódzka)           | Klasa Okręgowa (Wojewódzka)           | Klasa Okręgowa (Wojewódzka)           | Klasa Okręgowa (Wojewódzka)           | Klasa Okręgowa (Wojewódzka)           | Klasa Okręgowa (Wojewódzka)           | Klasa Okręgowa (Wojewódzka)           | Klasa Okręgowa (Wojewódzka)           | Klasa Okręgowa (Wojewódzka)           | Klasa Okręgowa (Wojewódzka)           | Klasa Okręgowa (Wojewódzka)           | Klasa Okręgowa (Wojewódzka)           | Klasa Okręgowa (Wojewódzka)           | Klasa Okręgowa (Wojewódzka)           | Klasa Okręgowa (Wojewódzka)           | Klasa Okręgowa (Wojewódzka)           | Klasa Okręgowa (Wojewódzka)           | Klasa Okręgowa (Wojewódzka)           | Klasa Okręgowa (Wojewódzka)           | Klasa Okręgowa (Wojewódzka)           | Klasa Okręgowa (Wojewódzka)           | Klasa Okręgowa (Wojewódzka)           | Klasa Okręgowa (Wojewódzka)           | Klasa Okręgowa (Wojewódzka)           | Klasa Okręgowa (Wojewódzka)           | Klasa Okręgowa (Wojewódzka)           | Klasa Okręgowa (Wojewódzka)           | Klasa Okręgowa (Wojewódzka)           | Klasa Okręgowa (Wojewódzka)           | Klasa Okręgowa (Wojewódzka)           | Klasa Okręgowa (Wojewódzka)           | Klasa Okręgowa (Wojewódzka)           | Klasa Okręgowa (Wojewódzka)           | Klasa Okręgowa (Wojewódzka)           | Klasa Okręgowa (Wojewódzka)           | Klasa Okręgowa (Wojewódzka)           | Klasa Okręgowa (Wojewódzka)           | Klasa Okręgowa (Wojewódzka)           | Klasa Okręgowa (Wojewódzka)           | Klasa Okręgowa (Wojewódzka)           | Klasa Okręgowa (Wojewódzka)           | Klasa Okręgowa (Wojewódzka)           | Klasa Okręgowa (Wojewódzka)           | Klasa Okręgowa (Wojewódzka)           | Klasa Okręgowa (Wojewódzka)           | Klasa Okręgowa (Wojewódzka)           | Klasa Okręgowa (Wojewódzka)           | Klasa Okręgowa (Wojewódzka)           | Klasa Okręgowa (Wojewódzka)           | Klasa Okręgowa (Wojewódzka)           | Klasa Okręgowa (Wojewódzka)           | Klasa Okręgowa (Wojewódzka)           | Klasa Okręgowa (Wojewódzka)           | Klasa Okręgowa (Wojewódzka)           | Klasa Okręgowa (Wojewódzka)           | Klasa Okręgowa (Wojewódzka)           | Klasa Okręgowa (Wojewódzka)           |
| Okręgowe  | IV poziom ligowy                      | Klasa A (Międzypowiatowa) – gr.I      | Klasa A (Międzypowiatowa) – gr.I      | Klasa A (Międzypowiatowa) – gr.I      | Klasa A (Międzypowiatowa) – gr.I      | Klasa A (Międzypowiatowa) – gr.I      | Klasa A (Międzypowiatowa) – gr.I      | Klasa A (Międzypowiatowa) – gr.I      | Klasa A (Międzypowiatowa) – gr.I      | Klasa A (Międzypowiatowa) – gr.I      | Klasa A (Międzypowiatowa) – gr.I      | Klasa A (Międzypowiatowa) – gr.I      | Klasa A (Międzypowiatowa) – gr.I      | Klasa A (Międzypowiatowa) – gr.I      | Klasa A (Międzypowiatowa) – gr.I      | Klasa A (Międzypowiatowa) – gr.I      | Klasa A (Międzypowiatowa) – gr.I      | Klasa A (Międzypowiatowa) – gr.I      | Klasa A (Międzypowiatowa) – gr.I      | Klasa A (Międzypowiatowa) – gr.I      | Klasa A (Międzypowiatowa) – gr.I      | Klasa A (Międzypowiatowa) – gr.I      | Klasa A (Międzypowiatowa) – gr.I      | Klasa A (Międzypowiatowa) – gr.I      | Klasa A (Międzypowiatowa) – gr.I      | Klasa A (Międzypowiatowa) – gr.I      | Klasa A (Międzypowiatowa) – gr.I      | Klasa A (Międzypowiatowa) – gr.I      | Klasa A (Międzypowiatowa) – gr.I      | Klasa A (Międzypowiatowa) – gr.I      | Klasa A (Międzypowiatowa) – gr.I      | Klasa A (Międzypowiatowa) – gr.II     | Klasa A (Międzypowiatowa) – gr.II     | Klasa A (Międzypowiatowa) – gr.II     | Klasa A (Międzypowiatowa) – gr.II     | Klasa A (Międzypowiatowa) – gr.II     | Klasa A (Międzypowiatowa) – gr.II     | Klasa A (Międzypowiatowa) – gr.II     | Klasa A (Międzypowiatowa) – gr.II     | Klasa A (Międzypowiatowa) – gr.II     | Klasa A (Międzypowiatowa) – gr.II     | Klasa A (Międzypowiatowa) – gr.II     | Klasa A (Międzypowiatowa) – gr.II     | Klasa A (Międzypowiatowa) – gr.II     | Klasa A (Międzypowiatowa) – gr.II     | Klasa A (Międzypowiatowa) – gr.II     | Klasa A (Międzypowiatowa) – gr.II     | Klasa A (Międzypowiatowa) – gr.II     | Klasa A (Międzypowiatowa) – gr.II     | Klasa A (Międzypowiatowa) – gr.II     | Klasa A (Międzypowiatowa) – gr.II     | Klasa A (Międzypowiatowa) – gr.II     | Klasa A (Międzypowiatowa) – gr.II     | Klasa A (Międzypowiatowa) – gr.II     | Klasa A (Międzypowiatowa) – gr.II     | Klasa A (Międzypowiatowa) – gr.II     | Klasa A (Międzypowiatowa) – gr.II     | Klasa A (Międzypowiatowa) – gr.II     | Klasa A (Międzypowiatowa) – gr.II     | Klasa A (Międzypowiatowa) – gr.II     | Klasa A (Międzypowiatowa) – gr.II     |
| Okręgowe  | V poziom ligowy                       | Klasa B (Powiatowa) – gr.I            | Klasa B (Powiatowa) – gr.I            | Klasa B (Powiatowa) – gr.I            | Klasa B (Powiatowa) – gr.I            | Klasa B (Powiatowa) – gr.I            | Klasa B (Powiatowa) – gr.I            | Klasa B (Powiatowa) – gr.I            | Klasa B (Powiatowa) – gr.I            | Klasa B (Powiatowa) – gr.I            | Klasa B (Powiatowa) – gr.I            | Klasa B (Powiatowa) – gr.I            | Klasa B (Powiatowa) – gr.I            | Klasa B (Powiatowa) – gr.I            | Klasa B (Powiatowa) – gr.I            | Klasa B (Powiatowa) – gr.I            | Klasa B (Powiatowa) – gr.II           | Klasa B (Powiatowa) – gr.II           | Klasa B (Powiatowa) – gr.II           | Klasa B (Powiatowa) – gr.II           | Klasa B (Powiatowa) – gr.II           | Klasa B (Powiatowa) – gr.II           | Klasa B (Powiatowa) – gr.II           | Klasa B (Powiatowa) – gr.II           | Klasa B (Powiatowa) – gr.II           | Klasa B (Powiatowa) – gr.II           | Klasa B (Powiatowa) – gr.II           | Klasa B (Powiatowa) – gr.II           | Klasa B (Powiatowa) – gr.II           | Klasa B (Powiatowa) – gr.II           | Klasa B (Powiatowa) – gr.II           | Klasa B (Powiatowa) – gr.III          | Klasa B (Powiatowa) – gr.III          | Klasa B (Powiatowa) – gr.III          | Klasa B (Powiatowa) – gr.III          | Klasa B (Powiatowa) – gr.III          | Klasa B (Powiatowa) – gr.III          | Klasa B (Powiatowa) – gr.III          | Klasa B (Powiatowa) – gr.III          | Klasa B (Powiatowa) – gr.III          | Klasa B (Powiatowa) – gr.III          | Klasa B (Powiatowa) – gr.III          | Klasa B (Powiatowa) – gr.III          | Klasa B (Powiatowa) – gr.III          | Klasa B (Powiatowa) – gr.III          | Klasa B (Powiatowa) – gr.III          | Klasa B (Powiatowa) – gr.IV           | Klasa B (Powiatowa) – gr.IV           | Klasa B (Powiatowa) – gr.IV           | Klasa B (Powiatowa) – gr.IV           | Klasa B (Powiatowa) – gr.IV           | Klasa B (Powiatowa) – gr.IV           | Klasa B (Powiatowa) – gr.IV           | Klasa B (Powiatowa) – gr.IV           | Klasa B (Powiatowa) – gr.IV           | Klasa B (Powiatowa) – gr.IV           | Klasa B (Powiatowa) – gr.IV           | Klasa B (Powiatowa) – gr.IV           | Klasa B (Powiatowa) – gr.IV           | Klasa B (Powiatowa) – gr.IV           | Klasa B (Powiatowa) – gr.IV           |

## Klasa Okręgowa(ofic. Wojewódzka)– III poziom rozgrywkowy
| Poz. | Drużyna                       | M  | Z  | R | P  | Bramki | Punkty | Przeniesione do ligi: |
| ---- | ----------------------------- | -- | -- | - | -- | ------ | ------ | --------------------- |
| 1    | Wigry Suwałki                 | 22 | 17 | 4 | 1  | 62-8   | 38     | III liga              |
| 2    | Włókniarz Białystok           | 22 | 17 | 3 | 2  | 55-10  | 37     | III liga              |
| 3    | Mazur Ełk                     | 22 | 17 | 1 | 4  | 75-13  | 35     | III liga              |
| 4    | Gwardia Białystok             | 22 | 12 | 4 | 6  | 57-24  | 28     | Klasa A (Białystok)   |
| 5    | Sokół Sokółka                 | 22 | 12 | 2 | 8  | 37-35  | 26     | Klasa A (Białystok)   |
| 6    | Puszcza Hajnówka              | 22 | 9  | 2 | 11 | 30-50  | 19     | Klasa A (Białystok)   |
| 7    | Ognisko-Starosielce Białystok | 22 | 7  | 4 | 11 | 20-35  | 18     | Klasa A (Białystok)   |
| 8    | Husar Nurzec                  | 22 | 7  | 3 | 12 | 29-51  | 17     | Klasa A (Białystok)   |
| 9    | Jagiellonia II Białystok (b)  | 22 | 5  | 4 | 13 | 23-40  | 14     | Klasa A (Białystok)   |
| 10   | Warmia Grajewo                | 22 | 5  | 3 | 14 | 18-56  | 13     | III liga              |
| 11   | Rominta Gołdap (b)            | 22 | 5  | 2 | 15 | 24-61  | 12     | Klasa A (Suwałki)     |
| 12   | Pogoń Łapy                    | 22 | 2  | 2 | 18 | 20-67  | 6      | Klasa A (Białystok)   |

- Warmia Grajewo jako najwyżej sklasyfikowany zespół z Łomżyńskiego OZPN-u został zakwalifikowany do III ligi.
- Przed sezonem fuzja Rominty Gołdap z Junakiem Gołdap.

Eliminacje do II ligi

| Poz. | Drużyna          | M | Z | R | P | Bramki | Punkty | Opis     |
| ---- | ---------------- | - | - | - | - | ------ | ------ | -------- |
| 1    | Olimpia Elbląg   | 6 |   |   |   | 21-5   | 12     | II liga  |
| 2    | Wigry Suwałki    | 6 |   |   |   | 6-8    | 6      | III liga |
| 3    | Gwardia Szczytno | 6 |   |   |   | 7-11   | 5      | III liga |
| 4    | Pogoń Siedlce    | 6 |   |   |   | 7-11   | 1      | III liga |

## Klasa A(ofic. Międzypowiatowa)– IV poziom rozgrywkowy
Grupa I
| Poz. | Drużyna                       | M  | Z | R | P | Bramki | Punkty | Przeniesione do ligi: |
| ---- | ----------------------------- | -- | - | - | - | ------ | ------ | --------------------- |
| 1    | Włókniarz II Białystok        | 18 |   |   |   | 52-13  | 31     | Klasa A (Białystok)   |
| 2    | Lampart Nowe Aleksandrowo (b) | 18 |   |   |   | 46-36  | 22     | Klasa A (Białystok)   |
| 3    | Społem Bielsk Podlaski        | 18 |   |   |   | 42-33  | 21     | Klasa A (Białystok)   |
| 4    | LZS Szepietowo                | 18 |   |   |   | 46-46  | 21     | Klasa A (Łomża)       |
| 5    | Skra Czarna Białostocka       | 18 |   |   |   | 44-27  | 19     | Klasa A (Białystok)   |
| 6    | Łoś Wasilków                  | 18 |   |   |   | 34-32  | 16     | Klasa A (Białystok)   |
| 7    | Cresovia Siemiatycze          | 18 |   |   |   | 28-38  | 15     | Klasa B (Białystok)   |
| 8    | Gwardia II Białystok          | 18 |   |   |   | 31-47  | 14     | Klasa B (Białystok)   |
| 9    | Żubr Białowieża (b)           | 18 |   |   |   | 34-53  | 14     | Klasa B (Białystok)   |
| 10   | LZS Krynki (b)                | 18 |   |   |   | 31-63  | 7      | Klasa B (Białystok)   |

Grupa II
| Poz. | Drużyna                  | M  | Z | R | P | Bramki | Punkty | Przeniesione do ligi: |
| ---- | ------------------------ | -- | - | - | - | ------ | ------ | --------------------- |
| 1    | MŁKS Start Łomża         | 18 |   |   |   | 68-19  | 27     | Klasa A (Łomża)       |
| 2    | Wigry II Suwałki         | 18 |   |   |   | 31-21  | 24     | Klasa A (Suwałki)     |
| 3    | Czarni Olecko            | 18 |   |   |   | 40-19  | 23     | Klasa A (Suwałki)     |
| 4    | Olimpia Zambrów          | 18 |   |   |   | 39-32  | 22     | Klasa A (Łomża)       |
| 5    | Orzeł Kolno              | 18 |   |   |   | 38-39  | 21     | Klasa A (Łomża)       |
| 6    | Pomorzan Prostki (s)     | 18 |   |   |   | 28-39  | 17     | Klasa A (Suwałki)     |
| 7    | Wissa Szczuczyn          | 18 |   |   |   | 30-40  | 15     | Klasa A (Łomża)       |
| 8    | LZS Smolniki (b)         | 18 |   |   |   | 34-56  | 12     | Klasa B (Łomża)       |
| 9    | Ruch Wysokie Mazowieckie | 18 |   |   |   | 37-56  | 12     | Klasa A (Łomża)       |
| 10   | Mazur II Ełk             | 18 |   |   |   | 13-47  | 7      | Klasa A (Suwałki)     |

- Zmiana nazwy z SŁKS Start Łomża (Spółdzielczy) na (Międzyzakładowy) MŁKS Start Łomża.
- Zmiana nazwy ZKS na Olimpia Zambrów.
- W przyszłym sezonie LZS POM Smolniki fuzja z LZS Stawiski, klub wystąpi pod nazwą Smolniki Stawiski.

## Klasa B(ofic. Powiatowa)– V poziom rozgrywkowy
Grupa I
| Poz. | Drużyna                     | M  | Z | R | P | Bramki | Punkty | Przeniesione do ligi: |
| ---- | --------------------------- | -- | - | - | - | ------ | ------ | --------------------- |
| 1    | LZS Turośń Kościelna (b)    | 14 |   |   |   | 47-9   | 25     | Klasa B (Białystok)   |
| 2    | LZS Uhowo                   | 14 |   |   |   | 39-28  | 17     | Klasa B (Białystok)   |
| 3    | LZS Saczkowce (Kuźnica) (b) | 14 |   |   |   | 27-33  | 15     | Klasa C (Białystok)   |
| 4    | Pogoń II Łapy (b)           | 14 |   |   |   | 26-23  | 12     | Klasa C (Białystok)   |
| 5    | LZS Poświętne (b)           | 14 |   |   |   | 19-29  | 12     | Klasa C (Białystok)   |
| 6    | Znicz Suraz                 | 14 |   |   |   | 31-28  | 11     | Klasa C (Białystok)   |
| 7    | LZS Brańsk                  | 14 |   |   |   | 26-42  | 10     | Klasa C (Białystok)   |
| 8    | LZS Sokoły                  | 14 |   |   |   | 25-42  | 10     | Klasa C (Białystok)   |

Grupa II
| Poz. | Drużyna            | M  | Z | R | P | Bramki | Punkty | Przeniesione do ligi: |
| ---- | ------------------ | -- | - | - | - | ------ | ------ | --------------------- |
| 1    | Kolejarz Czeremcha | 14 |   |   |   | 52-17  | 25     | Klasa B (Białystok)   |
| 2    | Husar II Nurzec    | 14 |   |   |   | 47-20  | 20     | Klasa C (Białystok)   |
| 3    | Iskra Narew        | 14 |   |   |   | 25-27  | 16     | Klasa B (Białystok)   |
| 4    | LZS Piliki         | 14 |   |   |   | 34-37  | 14     | Klasa C (Białystok)   |
| 5    | Żubr Drohiczyn     | 14 |   |   |   | 28-27  | 13     | Klasa C (Białystok)   |
| 6    | Dąb Nowosady       | 14 |   |   |   | 28-35  | 10     | Klasa C (Białystok)   |
| 7    | Kolejarz Narewka   | 14 |   |   |   | 20-39  | 8      | Klasa C (Białystok)   |
| 8    | Orzeł Kleszczele   | 14 |   |   |   | 25-57  | 6      | Klasa C (Białystok)   |

Grupa III
| Poz. | Drużyna                   | M  | Z | R | P | Bramki | Punkty | Przeniesione do ligi: |
| ---- | ------------------------- | -- | - | - | - | ------ | ------ | --------------------- |
| 1    | Start Białystok           | 14 |   |   |   | 40-9   | 22     | Klasa B (Białystok)   |
| 2    | LZS Szudziałowo           | 14 |   |   |   | 40-28  | 20     | Klasa B (Białystok)   |
| 3    | Promień Mońki             | 14 |   |   |   | 36-16  | 19     | Klasa C (Białystok)   |
| 4    | Podlasiak Knyszyn         | 14 |   |   |   | 38-15  | 17     | Klasa C (Białystok)   |
| 5    | Czarni Gródek             | 14 |   |   |   | 33-32  | 14     | Klasa C (Białystok)   |
| 6    | LZS Janowszczyzna (b)     | 14 |   |   |   | 23-32  | 12     | Klasa C (Białystok)   |
| 7    | Narew Żółtki              | 14 |   |   |   | 22-44  | 8      | Klasa C (Białystok)   |
| 8    | Jagiellonia III Białystok | 14 |   |   |   | 6-62   | 0      | Klasa C (Białystok)   |

Grupa IV
| Poz. | Drużyna               | M  | Z | R | P | Bramki | Punkty | Przeniesione do ligi: |
| ---- | --------------------- | -- | - | - | - | ------ | ------ | --------------------- |
| 1    | Orzeł Orla Jucha      | 12 |   |   |   | 58-21  | 19     | Klasa B (Suwałki)     |
| 2    | Błękitni Suchowola    | 12 |   |   |   | 34-18  | 18     | Klasa B (Białystok)   |
| 3    | Kora Korycin          | 12 |   |   |   | 50-21  | 17     | Klasa B (Białystok)   |
| 4    | Rominta II Gołdap (b) | 12 |   |   |   | 24-24  | 14     | wycofany              |
| 5    | Pomorzanka Sejny (s)  | 12 |   |   |   | 24-33  | 8      | Klasa B (Suwałki)     |
| 6    | Polonia Raczki        | 12 |   |   |   | 19-36  | 8      | Klasa B (Suwałki)     |
| 7    | Czarni Wąsosz         | 12 |   |   |   | 12-68  | 0      | wycofany              |

- Po sezonie z rozgrywek wycofały się Czarni Wąsosz oraz Rominta II Gołdap.

## Puchar Polski – rozgrywki okręgowe
- Jagiellonia Białystok: Gwardia Białystok 3:1